# Urs Stäheli
Urs Stäheli (* 18. Juli 1966) ist ein Schweizer Soziologe.

## Leben
Nach dem Studium der Soziologie, Germanistik und Neueren Geschichtswissenschaft an der Universität Basel und der FU Berlin (lic.phil. 1993) und der Promotion am Centre for Theoretical Studies in the Humanities and Social Sciences, University of Essex bei Ernesto Laclau (1997), war Stähli Ordinarius für Soziologie am Institut für Soziologie, Universität Basel (2005–2010). Seit 2010 ist er Professor für Allgemeine Soziologie an der Universität Hamburg.

## Schriften (Auswahl)

### Monografien
- Sinnzusammenbrüche. Eine dekonstruktive Lektüre von Niklas Luhmanns Systemtheorie. Verlag Velbrück Wissenschaft, Weilerswist 2000, ISBN 3-934730-25-6.
- Poststrukturalistische Soziologien. Transcript Verlag, Bielefeld 2000, ISBN 3-933127-11-4.
- mit Rudolf Stichweh: Exclusion and socio-cultural identities. Systems theoretical and poststructuralist perspectives. Oldenbourg Verlag, München 2002, ISBN 3-8282-0230-6.
- Spektakuläre Spekulation. Das Populäre der Finanzökonomie. Suhrkamp Verlag, Frankfurt am Main 2007, ISBN 3-518-29410-5.
- Soziologie der Entnetzung. Suhrkamp Verlag, Berlin 2021, ISBN 978-3-518-29937-1.[2]

### Herausgeberschaften
- mit Jens Schröter, Gregor Schwering (Hrsg.): Media Marx: Ein Handbuch. Transcript Verlag, Bielefeld 2006, ISBN 978-3-89942-481-2.
- mit Christian Borch (Hrsg.): Soziologie der Nachahmung und des Begehrens. Materialien zu Gabriel Tarde. Suhrkamp Verlag, Frankfurt am Main 2009, ISBN 978-3-518-29482-6.